# Nita van Vliet
Nita van Vliet (Vlaardingen) is een Nederlandse voormalig wielrenster en baanwielrenster. In 1977 werd ze Nederlands kampioene op de weg.
Nita van Vliet is de zus van wielrenner Teun van Vliet en de moeder van wielrenner Arjen de Baat en wielrenster Kim de Baat.

## Belangrijkste uitslagen
1976
 Nederlands kampioenschap baanwielrennen, sprint
1977
 Nederlands kampioenschap op de weg